# Língua pataxó-hãhãhãe
O pataxó-hãhãhãe é uma língua pertencente ao tronco linguístico macro-jê falada pelos pataxós-hã-hã-hães.

## Vocabulário
Itens restituídos do Pataxó Hãhãhãe:
| glosa             | Pataxó Hãhãhãe (restituição) |
| ----------------- | ---------------------------- |
| braço             | -ẽm                          |
| orelha            | -ẽmʔoj(habᵐ)                 |
| bigode            | -ẽtʲe                        |
| terra             | hə̃hə̃m                        |
| espinho           | -hə̃m                         |
| anta              | hə̃mə̃hə̃j                      |
| carne             | -ĩj                          |
| mãe               | -kəj                         |
| peixe             | mə̃hə̃m                        |
| veado             | mə̃ŋə̃j                        |
| árvore, pau       | mĩm                          |
| casamento         | ŋə̃mə̃-wej                     |
| irmão             | -ŋõj                         |
| milho             | pahoɰtʲabᵐ                   |
| pé                | -paka                        |
| pena, pássaro     | pəkəj                        |
| ave               | pəkəj-ŋãɰ                    |
| flecha            | pohoj                        |
| fogo              | tʲahabᵐ                      |
| pele              | -tʲaj                        |
| porco             | tʲawəptʲiʔa                  |
| boca              | -tʲakaʔoj                    |
| esposa            | -tʲekəj                      |
| grande            | -tʲiʔa                       |
| nariz             | -tʲihĩ                       |
| bicho             | tʲoɰ                         |
| dente             | -tʲoj                        |
| língua            | -tʲõhõɰ                      |
| mosca             | -ʔəbᵐ-                       |
| objeto longilíneo | -ʔəbᵐ                        |
| testa             | -ʔəj                         |
| filho             | -(ʔə)koɰ                     |
| visagem           | -ʔəptʲəɰ                     |
| coração           | -ʔətʲa                       |
| mandioca          | ʔohoj / ʔoj                  |
| tatu              | ʔowibᵐ                       |